# Tama pożarowa
Tama pożarowa (też: tama ogniowa) – w warunkach podziemnego zakładu górniczego tama odcinająca miejsce objęte pożarem od czynnych wyrobisk. Zadaniem tam pożarowych jest umożliwienie kontroli nad polem pożarowym poprzez regulację dopływu powietrza oraz odpływu gazów pożarowych. Z tego względu rozróżnia się:
- tamy pożarowe wdechowe – przez istniejące w nich szczeliny do pola pożarowego może wpływać świeże powietrze;
- tamy pożarowe wydechowe – przez istniejące w nich szczeliny mogą wypływać gazy pożarowe z pola pożarowego do czynnych wyrobisk.

Poza tym wyróżnia się:
- tamę stabilizacyjną - tamę stawianą w czasie akcji przeciwpożarowej, mającą za zadanie przywrócenie pierwotnego (bądź ustalenie pożądanego) kierunku ruchu prądów powietrza w rejonie pola pożarowego;
- tamę wylotową – tamę pożarową, przez którą w pierwszym stadium opanowywania pożaru uchodzą gazy pożarowe; tamę tę zamyka się na samym końcu otamowywania pola pożarowego;
- tamę ostateczną – tamę (zwykle murowaną), utrzymywaną aż do całkowitego wygaśnięcia pożaru w polu.

Tamy pożarowe wykonuje się najczęściej jako murowane (z cegły, na zaprawie cementowej lub wapiennej), dawniej również klocowe (z kloców drewna), rzadziej deskowe.